# Fazenda Irapuru
A Fazenda Irapuru localiza-se no município brasileiro de Tangará, no estado do Rio Grande do Norte. Fundada por Teodorico Bezerra, o maior produtor de algodão do Rio Grande do Norte à sua época, a fazenda ganhou notoriedade por sua vasta extensão territorial (14 mil hectares, ou 144 quilômetros quadrados) bem como pelo modo de vida peculiar de seus três mil habitantes.
Visitaram ou hospedaram-se na fazenda nomes relevantes da política brasileira, como o ex-presidente Juscelino Kubitschek, o cartunista e jornalista Henfil, o escritor Luís da Câmara Cascudo, o capuchinho Frei Damião de Bozzano, os senadores José Agripino Maia e Garibaldi Alves Filho,  atestando a influência política de Teodorico Bezerra. A fazenda, seu proprietário e suas relações com os moradores do local foram os temas de um documentário realizado pela Rede Globo em 1978, intitulado Teodorico, o Imperador do Sertão.